# Hans Larwin
Hans Larwin (6 de diciembre de 1873 - 17 de noviembre de 1938) fue un pintor de género y académico vienés.

## Biografía
Larwin era hijo del encuadernador Johann Larwin y su esposa Karoline (de soltera Veihinger). Asistió a una Kunstgewerbeschule (escuela austriaca de artes vocacionales) en Viena y estudió desde 1889 en la Academia de Bellas Artes. Estudió con artistas como Christian Griepenkerl en 1891, desde 1893 con August Eisenmenger y desde 1894 con Kazimierz Pochwalski.
Alrededor de 1900, Larwin realizó numerosos viajes de estudio a Roma, Munich, París y los Países Bajos. En 1902 se convirtió en miembro de la galería Viena Künstlerhaus y allí realizó sus primeras exposiciones. También fue miembro de la asociación de artistas "Alte Welt". Durante la Primera Guerra Mundial, participó como pintor de guerra oficial en varios frentes de la monarquía dual Austria-Hungría.
Después de una estancia en Chicago (1922-1924), Larwin vivió entre 1925 y 1927 en Eslovaquia, Hungría y Yugoslavia. En 1927 regresó a Viena, donde se convirtió en profesor y director de la escuela general de pintura de la Academia de Bellas Artes de Viena en 1930. También fue docente en la Escuela Superior Federal de Artes Gráficas.
Su mecenas fue Jenny Mautner (1856-1938) y su marido, Isidor Mautner (1852-1930), propietarios de la fábrica textil marienthal desde 1925.
Su tumba se encuentra en el Cementerio Central de Viena.

## Premios
- 1898: Rompreis (beca estatal de viaje)
- 1907: Medalla Little Golden State; por su pintura al óleo Branntweiner
- 1908: Premio Imperial; por su pintura al óleo Sonntagabend en Neustift (Domingo por la noche en Neustift)
- 1910: Medalla Archiduque Carl Ludwig; por su pintura al óleo Beim Heurigen (En Heurigen)
- 1913: Gran Medalla del Estado Dorado; por su pintura al óleo Wiener Stadtratssitzung under Lueger (Reunión del Ayuntamiento de Viena bajo Lueger)
- 1914: Friedrich Dobner del Premio Dobenau; por su pintura al óleo Nach der Assanierung en Erdberg (Después del apareamiento en Erdberg)
- 1915: Premio de la Ciudad de Viena
- 1926: Premio Estatal
- 1927: Premio Reichel
- 1953: Larwingasse en el distrito municipal 22 de Donaustadt lleva su nombre

## Obras

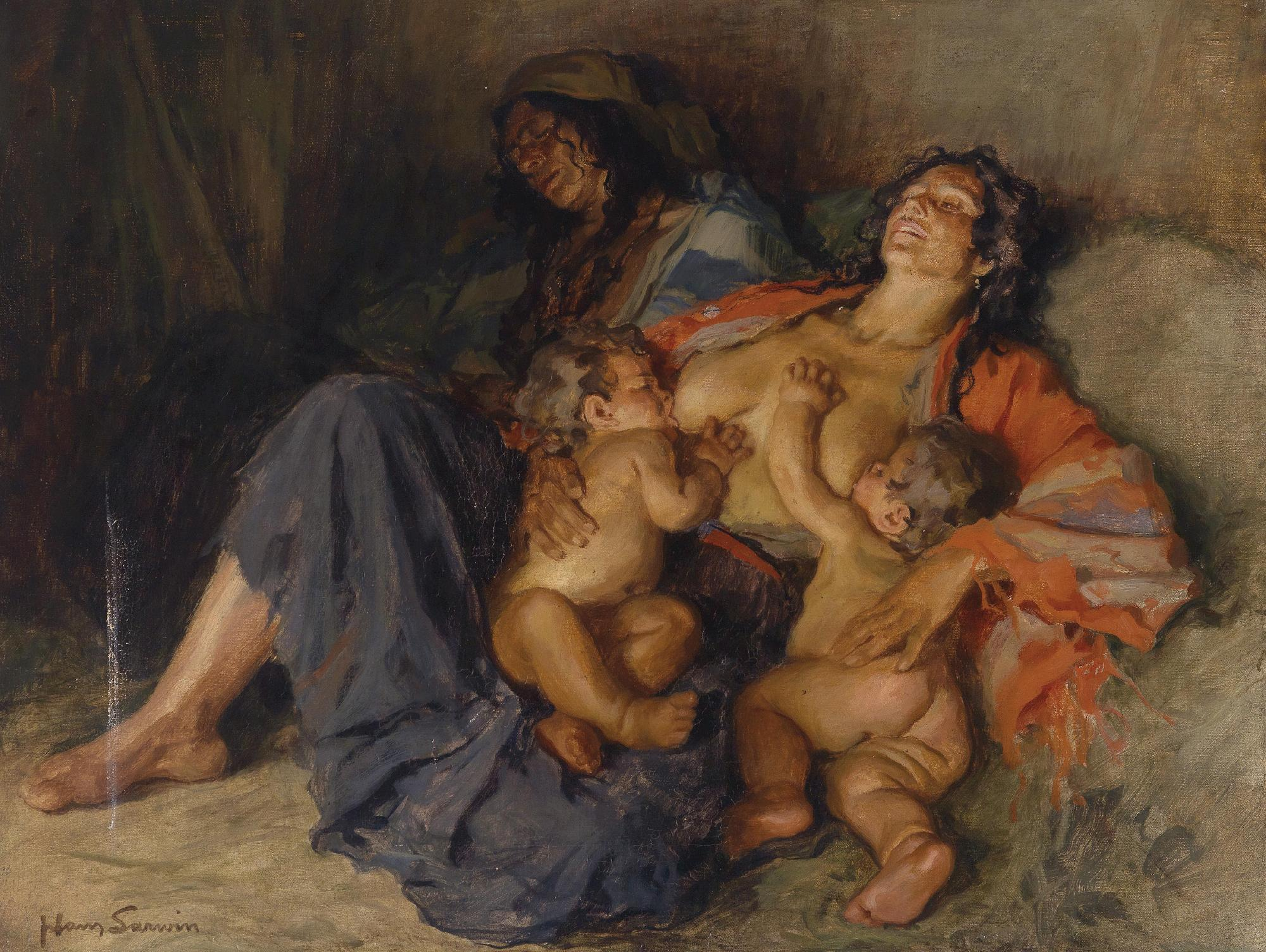
Gitana con sus dos hijos - Zigeunerinnen mit ihren zwei Kindern, años 20.

Hans Larwin fue conocido principalmente como pintor de género de los suburbios vieneses y escenas de la vida nacional vienesa, pero también creó retratos. Sus técnicas favoritas eran la pintura al óleo y al pastel, así como el dibujo.
- Branntweiner, 1907.
- Sitzung des Wiener Stadtrats unter Lueger, 1907 (Museo de Viena).
- Beim Heurigen, 1910.
- Illustrationen für den ersten Band der bekannten Kremser-Alben, 1911.
- Nach der Assanierung en Erdberg, 1914.
- Soldat und Tod, 1917, Museo de Historia Militar, Viena.
- Zigeunerin mit Zwillingen, 1920, Art Institute of Chicago.